# 神川村 (三重県)
神川村（かみかわむら）は三重県南牟婁郡にあった村。現在の熊野市神川町各町・育生町各町にあたる。

## 地理
- 山岳：日暮山、天神丸山、久留米木山、大谷山、大人平山
- 河川：北山川、北又川、尾川川

## 歴史
- 1889年（明治22年）4月1日 - 町村制の施行により、花知村・大井村・長井村・尾川村・赤倉村・粉所村・長原村・神上村・柳谷村の区域をもって発足。
- 1954年（昭和29年）11月3日 - 木本町・荒坂村・新鹿村・泊村・有井村・五郷村・飛鳥村と合併して熊野市が発足。同日神川村廃止。

## 交通

### 鉄道路線
- なし。1912年には下北山村と尾鷲市南輪内を結ぶ南紀軽便鉄道の鉄道敷設免許が取得され、当村も経由予定であったが1915年に失効している[1]。

## 出身者
- 田本研造 - 写真家、土方歳三を撮影した[2]。
- 小林清栄 - 画家、政治家（元神川村長、熊野市長）